# Шаповальянц, Андрей Георгиевич
Андрей Георгиевич Шаповальянц (23 февраля 1952, г. Москва — 12 октября 2021) — российский государственный деятель, министр экономики России (1998—2000).
В 1969—1971 — работал в институте «Электроника». В 1974 году окончил финансовый факультет Московского института народного хозяйства имени Плеханова по специальности «финансы и кредит». В 1981 году окончил там же аспирантуру, получил учёную степень кандидата экономических наук. В 1979—1982 годы работал в Главном вычислительном центре Госплана СССР. В 1982—1990 годы — начальник подотдела, заместитель, начальник сводного отдела финансов и цен Госплана СССР.
В 1991 году назначен начальником отдела финансово-кредитной политики Министерства экономики и прогнозирования СССР. С ноября 1991 по февраль 1992 года — заместитель, первый заместитель министра экономики и финансов РСФСР. С мая 1992 — первый заместитель министра экономики. В марте — апреле 1993 года — исполняющий обязанности министра экономики.
25 сентября 1998 был назначен министром экономики Российской Федерации. Позже включён в состав Президиума Правительства РФ. 11 ноября 1998 года был назначен заместителем управляющего от РФ в Международном банке реконструкции и развития и Международном агентстве по гарантиям инвестиций. С 1 декабря 1998 года — сопредседатель Межведомственной комиссии по оптимизации государственного оборонного заказа. В апреле 1999 года был назначен управляющим от России в Европейском банке реконструкции и развития вместо Виктора Геращенко, занимал должность до июля 2000. С 14 июня 1999 — член Совета безопасности РФ.
В июне 1999 избран председателем совета директоров ОАО «КамАЗ». С сентября 1999 года — член совета директоров ГК «Агентство по реструктуризации кредитных организаций» («АРКО»).
С 7 мая по 28 июня 2000 год исполнял обязанности министра экономики. 7 мая 2000 правительство Владимира Путина ушло в отставку, в новый состав правительства не вошёл, а министерство экономики было преобразовано в Министерство экономического развития и торговли.
С 2007 года — генеральный директор ОАО «Управляющая компания „Мурманский транспортный узел“».
Скончался от последствий COVID-19, похоронен в закрытом колумбарии Ваганьковского кладбища.